# Aegokeras caespitosa
Aegokeras caespitosa är en växtart som först beskrevs av James Edward Smith, och fick sitt nu gällande namn av Constantine Samuel Rafinesque. Den är ensam art i släktet Aegokeras i familjen flockblommiga växter. Arten är endemisk för Turkiet.